# RAGT
Le groupe RAGT acronyme de Rouergue Auvergne Gévaudan Tarnais, est une entreprise distributrice de semences de grandes cultures et de conseil et commerce autour de l'agriculture. RAGT a été créé en 1919 par des agriculteurs aveyronnais. Son siège social se situe dans le quartier de Bourran à Rodez, dans le département de l'Aveyron.

## Activités
RAGT est un groupe semencier européen des grandes cultures de maïs, fourragères, céréales à paille...
Via sa filiale mutualisée Biogemma, RAGT s'investit dans la recherche de pointe et le développement de la biotechnologie végétale.
RAGT Plateau Central développe dans le Midi-Pyrénées nord (Aveyron) des activités autour de la vente et du conseil dans le domaine de l’agriculture, du jardin et des espaces verts, grâce à un réseau d'une trentaine de magasins de distribution auprès du grand public (jardinage et végétaux, motoculture, plein-air, animalerie, maison et décoration, produits régionaux, habillement), des collectivités et des entreprises.

## Histoire
Issue d’une coopérative agricole fondée en 1919, l'entreprise devint société anonyme en 1944. Le fondateur est Maurice Anglade (1874-1948).

## La RAGT en chiffres
Le capital est détenu à 58 % par les familles fondatrices et les cadres dirigeants réunis par un pacte d'actionnaires. Unigrain, fonds issu de la filière céréalière française, et Sofiprotéol, un acteur financier et industriel de la filière française des huiles et protéines végétales, détiennent chacun 8,5 % des titres de la société. Le Crédit agricole Nord Midi-Pyrénées dispose, quant à lui, de 6,5 % du capital tandis que les salariés en ont 3 %. Les 15 % restants étant entre les mains de petits porteurs qui n’ont pas souhaité rejoindre le pacte d’actionnaire. 
- Chiffre d’affaires  : 352 millions €[5]
- Effectif du groupe : 1316 personnes[5]
- 1300 actionnaires
- 15 000 hectares
- 200 variétés différentes produites[6]
- 190 sélectionneurs et techniciens[6]
- 42 ingénieurs et docteurs-ingénieurs[6]
- 16 centres de recherche répartis sur l’ensemble du territoire européen[7]
- 63 lieux d’expérimentation[6]
- 280 000 parcelles expérimentales[6]
- 4 laboratoires[6]